# Superliga Série B 2023 (maschile)
La Superliga Série B 2023, 12ª edizione della seconda divisione del campionato brasiliano maschile di pallavolo, si è svolta dal 21 gennaio al 30 marzo 2023: al torneo hanno partecipato 10 squadre di club brasiliane e la vittoria finale per la prima volta alla Norte Catarinense.

## Regolamento

### Formula
Le squadre hanno disputato un girone all'italiana, con gare di andata e ritorno, per un totale di nove giornate; al termine della regular season:
- Le prime quattro classificate hanno avuto accesso ai play-off promozione, strutturati in semifinali, al meglio delle tre gare, finale per il terzo posto e finale in gara unica, con incroci basati sul piazzamento in stagione regolare; le due finaliste sono promosse in Superliga Série A.
- Le ultime quattro classificate sono retrocesse in Superliga Série C.

### Criteri di classifica
Se il risultato finale è stato di 3-0 o 3-1 sono stati assegnati 3 punti alla squadra vincente e 0 a quella sconfitta, se il risultato finale è stato di 3-2 sono stati assegnati 2 punti alla squadra vincente e 1 a quella sconfitta.
L'ordine del posizionamento in classifica è stato definito in base a:
- Punti;
- Numero di partite vinte;
- Ratio dei set vinti/persi;
- Ratio dei punti realizzati/subiti.

## Squadre partecipanti
Alla Superliga Série B 2023 partecipano 10 squadre di club brasiliane; tra le squadre aventi diritto di partecipazione:
- L'Academia do Vôlei e la Vôlei Pró sono retrocesse dalla Superliga Série A;
- L'Hien Kan Karatê, il Minas, il Neurologia Ativa e la Norte Catarinense sono state promosse dalla Superliga Série C;
- L'APROV è stata ripescata a completamento dell'organico dopo il ripescaggio in Superliga Série A dell'Instituto CUCA.

| Club              | Città          | Impianto                                  | Stagione precedente                                                                               |
| ----------------- | -------------- | ----------------------------------------- | ------------------------------------------------------------------------------------------------- |
| Academia do Vôlei | Uberlândia     | Ginásio Poliesportivo Raul Belém          | 12ª in Superliga Série A                                                                          |
| Araucária         | Araucária      | Ginásio de Esportes Rodrigo Pereira Gomes | 5ª in Superliga Série B                                                                           |
| APROV             | Chapecó        | Ginásio Ivo Silveira                      | 8ª in Superliga Série B                                                                           |
| Futuro            | Araçatuba      | Ginásio de Esportes Dr. Placido Rocha     | 6ª in Superliga Série B                                                                           |
| Hien Kan Karatê   | Manaus         | Arena Poliesportiva Amadeu Teixeira       | 1ª in Superliga Série C (1ª nel girone A di Manaus, vincitrice finale play-off promozione)        |
| Minas             | Belo Horizonte | Arena Juscelino Kubitschek                | 1ª in Superliga Série C (1ª nel girone B di Teófilo Otoni, vincitrice finale play-off promozione) |
| Neurologia Ativa  | Goiânia        | Ginásio Poliesportivo da Cidade Jardim    | 1ª in Superliga Série C (1ª nel girone B di Brasilia, vincitrice finale play-off promozione)      |
| Niterói           | Niterói        | Ginásio Canto do Rio                      | 4ª in Superliga Série B                                                                           |
| Norte Catarinense | Joinville      | Ginásio de Esportes da Univille           | 1ª in Superliga Série C (1ª nel girone di Timbó)                                                  |
| Vôlei Pró         | Goiânia        | Ginásio Rio Vermelho                      | 11ª in Superliga Série A                                                                          |

## Torneo

### Regular season

#### Risultati
| Prima giornata |                             |     |                     |
|                |                             |     |                     |
| 21-01          | Academia do Vôlei - Minas   | 3-0 | 25-18, 25-20, 25-17 |
| 21-01          | Vôlei Pró - Hien Kan Karatê | 3-0 | 25-20, 25-16, 25-21 |
| 21-01          | APROV - Neurologia Ativa    | 0-3 | 22-25, 20-25, 22-25 |
| 21-01          | Niterói - Norte Catarinense | 0-3 | 22-25, 14-25, 16-25 |
| 21-01          | Araucária - Futuro          | 3-0 | 25-21, 25-19, 25-23 |

| Seconda giornata |                                      |     |                                   |
|                  |                                      |     |                                   |
| 28-01            | Academia do Vôlei - Neurologia Ativa | 3-2 | 25-20, 20-25, 25-18, 16-25, 16-14 |
| 28-01            | Vôlei Pró - Araucária                | 1-3 | 23-25, 26-24, 17-25, 23-25        |
| 28-01            | Niterói - Futuro                     | 3-0 | 25-22, 25-22, 26-24               |
| 28-01            | APROV - Norte Catarinense            | 0-3 | 23-25, 16-25, 16-25               |
| 28-01            | Hien Kan Karatê - Minas              | 3-1 | 25-15, 25-21, 23-25, 25-18        |

| Terza giornata |                                       |     |                                   |
|                |                                       |     |                                   |
| 04-02          | Minas - Vôlei Pró                     | 3-2 | 22-25, 23-25, 29-27, 29-27, 15-9  |
| 04-02          | Futuro - APROV                        | 2-3 | 17-25, 25-22, 30-28, 17-25, 14-16 |
| 04-02          | Neurologia Ativa - Hien Kan Karatê    | 3-2 | 25-22, 25-20, 21-25, 24-26, 23-21 |
| 04-02          | Araucária - Niterói                   | 3-2 | 22-25, 25-27, 31-29, 25-21, 15-10 |
| 04-02          | Norte Catarinense - Academia do Vôlei | 1-3 | 23-25, 25-23, 24-26, 22-25        |

| Quarta giornata |                                     |     |                                   |
|                 |                                     |     |                                   |
| 11-02           | Academia do Vôlei - Futuro          | 3-0 | 25-16, 26-24, 25-20               |
| 11-02           | Minas - Neurologia Ativa            | 3-1 | 25-22, 12-25, 28-26, 25-18        |
| 11-02           | Vôlei Pró - Niterói                 | 3-1 | 25-16, 25-18, 18-25, 25-20        |
| 11-02           | APROV - Araucária                   | 3-1 | 25-13, 19-25, 26-24, 25-20        |
| 11-02           | Hien Kan Karatê - Norte Catarinense | 2-3 | 26-24, 22-25, 25-19, 17-25, 12-15 |

| Quinta giornata |                               |     |                                   |
|                 |                               |     |                                   |
| 15-02           | Neurologia Ativa - Vôlei Pró  | 2-3 | 25-18, 22-25, 25-23, 19-25, 11-15 |
| 15-02           | Futuro - Hien Kan Karatê      | 0-3 | 18-25, 20-25, 19-25               |
| 15-02           | Araucária - Academia do Vôlei | 3-2 | 23-25, 19-25, 25-21, 25-18, 15-12 |
| 16-02           | Norte Catarinense - Minas     | 3-0 | 25-23, 25-22, 25-23               |
| 01-03           | Niterói - APROV               | 3-0 | 26-24, 25-21, 25-22               |

| Sesta giornata |                                      |     |                                   |
|                |                                      |     |                                   |
| 25-02          | Minas - Futuro                       | 3-2 | 28-30, 25-20, 25-17, 22-25, 15-10 |
| 25-02          | Vôlei Pró - APROV                    | 3-2 | 23-25, 25-21, 25-19, 23-25, 15-9  |
| 25-02          | Neurologia Ativa - Norte Catarinense | 2-3 | 25-23, 28-30, 25-22, 24-26, 12-15 |
| 25-02          | Hien Kan Karatê - Araucária          | 1-3 | 17-25, 17-25, 25-23, 20-25        |
| 26-02          | Academia do Vôlei - Niterói          | 3-0 | 25-14, 25-23, 25-22               |

| Settima giornata |                               |     |                                   |
|                  |                               |     |                                   |
| 04-03            | Futuro - Neurologia Ativa     | 0-3 | 16-25, 21-25, 22-25               |
| 04-03            | Araucária - Minas             | 3-1 | 25-22, 16-25, 25-20, 25-23        |
| 04-03            | Niterói - Hien Kan Karatê     | 3-2 | 25-23, 26-28, 21-25, 35-33, 15-12 |
| 04-03            | APROV - Academia do Vôlei     | 1-3 | 25-17, 22-25, 21-25, 20-25        |
| 04-03            | Norte Catarinense - Vôlei Pró | 3-2 | 21-25, 22-25, 25-15, 25-22, 15-11 |

| Ottava giornata |                               |     |                            |
|                 |                               |     |                            |
| 08-03           | Minas - Niterói               | 0-3 | 22-25, 24-26, 21-25        |
| 08-03           | Neurologia Ativa - Araucária  | 3-1 | 29-31, 25-21, 25-21, 26-24 |
| 08-03           | Hien Kan Karatê - APROV       | 3-1 | 25-20, 25-19, 22-25, 25-22 |
| 08-03           | Vôlei Pró - Academia do Vôlei | 0-3 | 22-25, 21-25, 21-25        |
| 08-03           | Norte Catarinense - Futuro    | 3-1 | 25-16, 25-23, 25-27, 25-14 |

| Nona giornata |                                     |     |                                   |
|               |                                     |     |                                   |
| 11-03         | Academia do Vôlei - Hien Kan Karatê | 0-3 | 19-25, 20-25, 24-26               |
| 11-03         | Futuro - Vôlei Pró                  | 0-3 | 18-25, 14-25, 18-25               |
| 11-03         | Araucária - Norte Catarinense       | 0-3 | 17-25, 20-25, 20-25               |
| 11-03         | Niterói - Neurologia Ativa          | 1-3 | 16-25, 23-25, 25-17, 19-25        |
| 12-03         | APROV - Minas                       | 3-2 | 22-25, 25-22, 29-27, 20-25, 15-12 |

#### Classifica
| Pos. | Squadra           | Pt | G | V | P | SV | SP | Ratio | PF  | PS  | Ratio |
| ---- | ----------------- | -- | - | - | - | -- | -- | ----- | --- | --- | ----- |
| 1.   | Norte Catarinense | 21 | 9 | 8 | 1 | 25 | 10 | 2,500 | 826 | 725 | 1,139 |
| 2.   | Academia do Vôlei | 21 | 9 | 7 | 2 | 23 | 10 | 2,300 | 758 | 705 | 1,075 |
| 3.   | Neurologia Ativa  | 17 | 9 | 5 | 4 | 22 | 16 | 1,375 | 874 | 831 | 1,052 |
| 4.   | Araucária         | 16 | 9 | 6 | 3 | 20 | 16 | 1,250 | 824 | 809 | 1,019 |
| 5.   | Vôlei Pró         | 15 | 9 | 5 | 4 | 20 | 17 | 1,176 | 824 | 787 | 1,047 |
| 6.   | Hien Kan Karatê   | 15 | 9 | 4 | 5 | 19 | 17 | 1,118 | 819 | 806 | 1,016 |
| 7.   | Niterói           | 12 | 9 | 4 | 5 | 16 | 18 | 0,889 | 735 | 776 | 0,947 |
| 8.   | Minas             | 8  | 9 | 3 | 6 | 13 | 23 | 0,565 | 793 | 832 | 0,953 |
| 9.   | APROV             | 8  | 9 | 3 | 6 | 13 | 23 | 0,565 | 781 | 822 | 0,950 |
| 10.  | Futuro            | 2  | 9 | 0 | 9 | 5  | 27 | 0,185 | 543 | 873 | 0,622 |

      Qualificata ai play-off promozione.
      Retrocessa in Superliga Série C.

### Play-off promozione

#### Tabellone
|  | Semifinali | Semifinali        | Semifinali | Semifinali | Semifinali |  |  | Finale          | Finale            | Finale |  |
|  |            |                   |            |            |            |  |  |                 |                   |        |  |
|  | 1          | Norte Catarinense | 3          | 3          |            |  |  |                 |                   |        |  |
|  | 4          | Araucária         | 0          | 0          |            |  |  | 1               | Norte Catarinense | 3      |  |
|  | 2          | Academia do Vôlei | 3          | 3          |            |  |  | 2               | Academia do Vôlei | 1      |  |
|  | 3          | Neurologia Ativa  | 0          | 0          |            |  |  |                 |                   |        |  |
|  |            |                   |            |            |            |  |  |                 |                   |        |  |
|  |            |                   |            |            |            |  |  | Finale 3º posto |                   |        |  |
|  |            |                   |            |            |            |  |  |                 |                   |        |  |
|  |            |                   |            |            |            |  |  | 3               | Neurologia Ativa  | 2      |  |
|  |            |                   |            |            |            |  |  | 4               | Araucária         | 3      |  |

#### Semifinali
| Gara 1 |                                      |     |                     |
|        |                                      |     |                     |
| 17-03  | Neurologia Ativa - Academia do Vôlei | 0-3 | 19-25, 23-25, 19-25 |
| 17-03  | Araucária - Norte Catarinense        | 0-3 | 21-25, 16-25, 18-25 |

| Gara 2 |                                      |     |                     |
|        |                                      |     |                     |
| 23-03  | Norte Catarinense - Araucária        | 3-0 | 25-20, 25-14, 25-11 |
| 23-03  | Academia do Vôlei - Neurologia Ativa | 3-0 | 25-16, 26-24, 25-16 |

#### Finale 3º posto
| Gara unica |                              |     |                                  |
|            |                              |     |                                  |
| 30-03      | Neurologia Ativa - Araucária | 2-3 | 21-25, 25-15, 25-19, 21-25, 9-15 |

#### Finale
| Gara unica |                                     |     |                            |
|            |                                     |     |                            |
| 30-03      | Joinville Vôlei - Academia do Vôlei | 3-1 | 25-21, 25-20, 30-32, 25-21 |

## Classifica finale
| Pos | Squadra           | Qualificazione            |
| --- | ----------------- | ------------------------- |
| 1   | Norte Catarinense | Superliga Série A 2023-24 |
| 2   | Academia do Vôlei | Superliga Série A 2023-24 |
| 3   | Araucária         |                           |
| 4   | Neurologia Ativa  |                           |
| 5   | Vôlei Pró         |                           |
| 6   | Hien Kan Karatê   |                           |
| 7   | Niterói           | Superliga Série C 2023    |
| 8   | Minas             | Superliga Série C 2023    |
| 9   | APROV             | Superliga Série C 2023    |
| 10  | Futuro            | Superliga Série C 2023    |